# Arnaldo de Mohr
Arnaldo de Mohr (Milano, 22 aprile 1874 – Malnate, 4 novembre 1921) è stato un editore e scrittore italiano.

## Biografia
Discendente da una famiglia di origine austriaca naturalizzata italiana, fu fervente patriota di ispirazione democratica. Curò il volume celebrativo su Felice Cavallotti e pubblicò diverse raccolte di novelle e poesie. Fondò una casa editrice e nel 1905 divenne l’editore di Gabriele D'Annunzio, operazione economicamente fallimentare ma che cementò una grande amicizia con il poeta destinata a continuare nel tempo. Durante il periodo di attività, la casa editrice di De Mohr pubblicò volumi anche di altri intellettuali di spicco dell’epoca, quali Papini e Prezzolini. Di sentimenti democratici e mazziniani, interventista, nel 1914 si arruolò nella legione garibaldina che combatté con i francesi contro i tedeschi. L’anno successivo, con l’entrata in guerra anche del Regno d'Italia, fu volontario nel suo esercito. Nel 1919 fu con D’Annunzio legionario a Fiume. Morì a Malnate il 4 novembre 1921, a seguito di una malattia degenerativa dei polmoni conseguenza dell’avvelenamento da gas subito in guerra sul Carso.

## Opere
- Riflessi d'anima. Versi, con una Lettera di G. Aurelio Costanzo, Milano, Carlo Aliprandi Edit., 1894.
- Il castigo. Dramma in un atto, Milano, Carlo Aliprandi Edit., 1896.
- La vittima. Racconto,  Milano, Carlo Aliprandi Edit., 1896.
- Il professor Camillo. Racconto,  Milano, Carlo Aliprandi Edit., 1897.
- Femminismo!! Monologo in Versi Martelliani, Milano, Carlo Aliprandi Edit., 1898.
- L' opera artistica e storica di Gustavo Chiesi, Milano, Carlo Aliprandi Edit., 1899.
- L’epilogo : racconto storico, Milano, Carlo Aliprandi, 1899.
- Felice Cavallotti : la vita e le opere, Milano, Carlo Aliprandi edit., 1899.
- La testa di Gesù ed altre novelle, Milano, Carlo Aliprandi, 1901.
- Motivi d'arte e di vita, Milano, Casa editr. del Pensiero Latino, 1906.
- Penombre e nostalgie. Ultime liriche, Milano, Casa editrice del pensiero latino, [1912].
- La divina omicida, Milano, Libr. Ed. Milanese, 1914.
- L'ultimo amore, Milano, A. Barion Editore, 1919.

### Traduzioni
- Wolfango Goethe, Le affinità elettive. Romanzo, Prima versione italiana di Emma Perodi e Arnaldo De Mohr, Milano, Libreria Editrice Nazionale, 1903.